# 貝爾 (密蘇里州)
貝爾（英語：Belle）是位於美國密蘇里州瑪麗縣及歐塞奇縣的城市。

## 人口
根據2020年美國人口普查的數據，貝爾的面積為3.46平方千米，皆為陸地。當地共有人口1381人，而人口密度為每平方千米399人。